# 1952-es magyar vívóbajnokság
Az 1952-es magyar vívóbajnokság a negyvenhetedik magyar bajnokság volt. A férfi tőrbajnokságot május 28-án rendezték meg, a párbajtőrbajnokságot május 30-án, a kardbajnokságot május 31-én, a női tőrbajnokságot pedig május 29-én, mindet Budapesten, a Nemzeti Sportcsarnokban.

## Eredmények
| Versenyszám          | Arany                             | Arany | Ezüst                          | Ezüst | Bronz                                | Bronz |
| -------------------- | --------------------------------- | ----- | ------------------------------ | ----- | ------------------------------------ | ----- |
| Férfi tőrvívás       | Tilli Endre Bp. Vasas             |       | Gerevich Aladár Csepeli Vasas  |       | Palócz Endre Bp. Vasas               |       |
| Férfi párbajtőrvívás | dr. Berzsenyi Barnabás Bp. Petőfi |       | dr. Rerrich Béla Bp. Lokomotív |       | Mészöly László Bp. Lokomotív         |       |
| Férfi kardvívás      | Berczelly Tibor Csepeli Vasas     |       | dr. L’Auné Zoltán Bp. Vasas    |       | Gerevich Aladár Csepeli Vasas        |       |
| Női tőrvívás         | Elek Ilona Bp. Lokomotív          |       | Nyári Magda Bp. Petőfi         |       | Élthesné Osdolai Ingeborg Bp. Petőfi |       |